# 瓦林夫雷达
瓦林夫雷达（義大利語：Vallinfreda），是意大利拉齐奥大区罗马首都广域市的一个市镇。总面积16.82平方公里，人口314人，人口密度18.7人/平方公里（2009年）。ISTAT代码为058109。